# Kimball (Nebraska)
Kimball es una ciudad ubicada en el condado de Kimball en el estado estadounidense de Nebraska. En el Censo de 2010 tenía una población de 2496 habitantes y una densidad poblacional de 465,34 personas por km².

## Geografía
Kimball se encuentra ubicada en las coordenadas 41°14′1″N 103°39′5″O / 41.23361, -103.65139. Según la Oficina del Censo de los Estados Unidos, Kimball tiene una superficie total de 5.36 km², de la cual 5.36 km² corresponden a tierra firme y (0%) 0 km² es agua.

## Demografía
Según el censo de 2010, había 2496 personas residiendo en Kimball. La densidad de población era de 465,34 hab./km². De los 2496 habitantes, Kimball estaba compuesto por el 93.79% blancos, el 0.2% eran afroamericanos, el 1.48% eran amerindios, el 0.36% eran asiáticos, el 0.08% eran isleños del Pacífico, el 1.56% eran de otras razas y el 2.52% pertenecían a dos o más razas. Del total de la población el 7.13% eran hispanos o latinos de cualquier raza.